# 情绪说唱
情绪说唱（英語：Emo rap）是嘻哈和情感硬核融合的音乐形式，起源於2010年代中期的SoundCloud rap場景。該流派將嘻哈音樂的特性（例如節拍和說唱）與情感硬核中常見的抒情主題和人聲融合在一起，還受到比如独立摇滚，流行朋克和新金屬等搖滾類型，以及陷阱音樂，雲霧饒舌和另類嘻哈音樂中的嘻哈元素的影響。該類型有時与SoundCloud说唱混為一談.